# Tza'ar ba'alei chayim
Tza'ar ba'alei chayim (en hébreu : צער בעלי חיים), littéralement «souffrance des êtres vivants», est un commandement du Judaïsme qui interdit de causer des souffrances inutiles aux animaux ,. Ce concept n'est pas clairement énoncé dans la Torah écrite, mais est accepté par le Talmud comme un mandat biblique. Dans le Talmud, il est lié à la loi biblique exigeant que les êtres humains aident à décharger les fardeaux des animaux.

## Étymologie
Tza'ar est un mot de l'hébreu antique pour désigner les souffrances. Dans ce contexte, il est employé pour signifier «souffrance qui ne fait pas progresser un bien humain légitime», selon The Oxford Handbook of Jewish Ethics and Morality. Ba'alei chayim est une expression qui signifie littéralement «propriétaires de la vie», qui est utilisée dans le Talmud pour «animaux».

## Lois

### Abattage
Dans la loi juive traditionnelle, les animaux casher peuvent être mangés s'ils sont tués en utilisant la méthode d'abattage connue sous le nom de shechitah, où l'animal est tué en se faisant couper la gorge rapidement à l'aide d'un couteau extrêmement tranchant et spécialement conçu. De nombreux rabbins affirment que ces réglementations ont été mises en place pour réduire la souffrance de l'animal  et pour garantir que l'animal meure le plus facilement possible. Même les scientifiques modernes qui critiquent la shechita conviennent qu'elle a amélioré le bien-être lors de l'abattage dans les périodes historiques, bien que les experts ne s'accordent pas sur l'efficacité de la shechita par rapport aux méthodes modernes d'abattage.
En 2000, le Comité de l'Assemblée Rabinique du judaïsme conservateur sur la loi et les normes juives interdit la méthode d'abattage d'"enchaînement et hissage" (tirer un animal conscient en l'air avec une chaîne avant l'abattage). Les rabbins Joel Roth et Elliot Dorff rédigent un responsum sur le sujet, y écrivant qu'enchaînement et hissage «constituent incontestablement une violation des lois juives qui nous interdisent de causer une douleur indue aux animaux».

### Recherche utilisant des animaux
Selon le Shulkhan Aruch, "tout ce qui est nécessaire à des fins médicales, ou "pour quoi que ce soit d'autre, est exempté de l'interdiction de faire souffrir les animaux".
La plupart des autorités juives autorisent la recherche médicale, à condition qu'elle aide les personnes dans le besoin et que les animaux ne subissent aucune souffrance inutile. Par exemple, d'après la Conférence centrale des rabbins américains, du judaïsme réformé, la recherche animale est autorisée si elle sauve des vies humaines, tant que les animaux sont soumis à peu de douleur et ne sont pas utilisés dans des expériences «frivoles» telles que les tests cosmétiques.

### Dans le code Noahide
Un souci pour la souffrance causée aux animaux se trouve dans les sept lois de Noé du judaïsme, qui s'appliquent à toute l'humanité. L'une des sept lois, ever min ha chai, interdit de manger de la chair d'animaux vivants. Cette loi est dérivée de « Genesis 9:4 HE », telle qu'interprétée dans le Talmud.

### Végétarisme et véganisme
Un certain nombre d'autorités ont décrit le tza'ar ba'alei chayim comme cause de l'adoption d'un régime végétarien ou végétalien . Le rabbin israélien Asa Kesiar estime que l'abattage d'animaux à l'époque contemporaine viole le tza'ar ba'alei chayim et ne devrait pas être considéré comme casher,. Le rabbin israélien Simchah Roth soutient que le massacre contemporain "constitue une cruauté envers les animaux [tza'ar ba'alei chayim] qui est interdite par la Torah",. Le rabbin américain Geoffroy Claussen écrit que la prise en compte du tza'ar ba'alei chayim pourrait conduire à «s'engager dans un régime végétalien et boycotter l'industrie de l'agriculture animale». L'auteur américain Richard H.Schwartz  affirme que tza'ar ba'alei chayim est une raison centrale pour les Juifs de devenir végétariens.

### Autres sujets de préoccupation pour les animaux dans la loi juive
Se reposer le jour du shabbat signifiait également fournir du repos aux animaux de trait. Un ordre est donné de nourrir ses animaux avant de s'asseoir pour manger.
Au moment de la récolte, les animaux de travail ne doivent pas être muselés, afin qu'ils puissent manger de la récolte pendant qu'ils travaillent.
Une interdiction d'utiliser deux types d'animaux différents ensemble, pour le labour ou d'autres travaux, est dérivée de la Torah dans « Deuteronome 22:10 » et de la Michna dans le traité Kila'yim. La préoccupation sous-jacente concerne le bien-être des animaux, en particulier le plus faible du couple.
Les sports comme la tauromachie sont interdits par la plupart des autorités. Le rabbin Ovadia Yosef caractérise la corrida comme "une culture de gens pécheurs et cruels" à laquelle s'opposent les valeurs de la Torah.

## Traditions narratives
Un midrash déclare que la compassion pour les animaux a été le mérite de Moïse qui a fait de lui le berger de son peuple. Ce midrash a parfois été lié à tza'ar ba'alei chayim.
Dans un récit du Talmud babylonien, Judah ha-Nasi voit dans sa maladie la punition pour avoir échoué une fois à faire preuve de compassion pour un veau effrayé. Ce midrash est aussi été lié à tza'ar ba'alei chayim.

## Organisations

### L'Institut Shamayim V'Aretz
L'Institut Shamayim V'Aretz est un groupe juif de protection des animaux qui éduque les dirigeants, forme des défenseurs et mène des campagnes pour un bon traitement des animaux. Shamyim V'Aretz est dirigé par le rabbin Shmuly Yanklowitz et mène des campagnes qui visent à cesser la certification casher du veau, la pratique des kapparot et la certification casher du bétail abattu à l'aide de techniques de manille et de levage .

### Magen Tzedek
La commission du judaïsme conservateur Magen Tzedek, anciennement connue sous le nom de Hekshher Tzedek, a pour rôle de faire respecter le tza'ar ba'alei chayim La commission Magen Tzedek considère que le respect des normes de protection humaine des animaux d'élevage évite suffisamment de souffrances inutiles aux animaux,.Elle ne réussit pas à recruter des producteurs de denrées alimentaires dans son programme de certification.

### L'Initiative juive pour les animaux
L'initiative juive pour les animaux cherche à appliquer le tza'ar ba'alei chayim par des actes. En novembre 2016, elle s'associe aux distributeurs de viande casher KOL Foods et Grow and Behold pour mettre sur le marché une série de poulets de race patrimoniale certifiés casher pour la première fois en environ 50 ans. Les poulets et les dindes de race Heritage sont élevées dans le bien-être. Ainsi, la disponibilité renouvelée du poulet patrimonial pour le consommateur casher  contribue à élargir les valeurs du tza'ar ba'alei chayim au sein de l'industrie moderne de la viande casher. Elle diffuse le tza'ar ba'alei chayim dans le monde juif à travers son projet Ark, programme d'apprentissage par le service pour la b'nai mitzvah. Parmi les sujets abordés se trouvent les animaux sans abri, les animaux utilisés dans les divertissements, le bien-être des animaux d'élevage, la conservation de la faune.

### Jewish Veg
Jewish Veg est une organisation qui accompagne les Juifs vers le végétalisme. D'après elle, «tsa'ar baalei chaim, l'interdiction de faire souffrir les animaux, est l'un des plus beaux enseignements du judaïsme. Nos textes sacrés juifs mettent fortement l'accent sur la compassion pour les animaux et s'opposent fermement à l'infliction de la souffrance à une autre créature vivante. " 

### Hazon
Hazon est une organisation juive d' éducation environnementale. En décembre 2015, elle fait du bien-être animal une valeur fondamentale de son programme.D'après elle, "empêcher la cruauté inutile envers les animaux, ou tzaar baalei chayim, est une valeur fondamentale du judaïsme".